# Mort Weisinger
Mortimer Weisinger (Nova Iorque, 15 de abril de 1915 - Great Neck, 7 de maio de 1978) foi um autor e editor de história em quadrinhos norte-americano.
Ele é mais conhecido como o editor da série Superman pela DC Comics durante a Era de Prata dos Quadrinhos. Weisinger também foi o co-criador de personagens como Aquaman, Arqueiro Verde e Jay Garrick.
Também foi autor do livro The Contest.

## Biografia
Weisinger nasceu na seção Washington Heights de Nova York, Nova York e foi criado no Bronx, como o filho dos pais Judeus Austríacos. Seu pai era um homem de negócios no comércio de roupas. Aos 13 anos, ele foi apresentado à ficção científica por meio de uma cópia emprestada da edição de agosto de 1928 de  Amazing Stories  (com Buck Rogers e The Skylark of Space). Em 1930, Weisinger atuou em alguns dos primeiros clubes de fãs e fanzines, incluindo "The Planet". Em 1931, Weisinger organizou uma reunião do pioneiro clube de fãs do SF "The Scienceers", com a participação de um jovem Julius Schwartz, que lembrou que os dois se tornaram "muito amigáveis ... [e] se davam bem juntos." Um ano depois, Weisinger, Schwartz e Allen Glasser juntaram-se ao futuro editor profissional Forrest J. Ackerman na fundação de  The Traveller Time , que denominaram "Science Revista de fãs da ficção ". A alegação foi mais do que mera bravura juvenil, de acordo com o historiador do SF Sam Moskowitz, que descreveu o zine como o primeiro dedicado inteiramente à ficção científica. Com base nas informações que eles obtiveram ao escrever cartas para as revistas e autores da época, os jovens fãs publicaram entrevistas e artigos curtos de escritores consagrados e, no processo, ganharam maior familiaridade com as personalidades e situações do gênero. naquela época. O primeiro número apresentava "uma biografia de uma página de Edward 'Doc' Smith ... [e] algumas notícias".